# أودي كيو 6
أودي كيو 6 هي سيارة كروس أوفر فاخرة من إنتاج أودي من خلال أودي سايك (شركة محاصة بين فولكس فاغن وسايك موتورز)، بدإ إنتاجها في عام 2022.